# Komisk entré av Pelle Jöns i Cirkus Fjollinski
Komisk entré av Pelle Jöns i Cirkus Fjollinski är en svensk animerad komedifilm från 1916 i regi av Victor Bergdahl. Filmen premiärvisades den 25 september 1916 på biograf Regina i Stockholm som fyllnadsprogram till filmen Enslingens hustru. Komisk entré av Pelle Jöns i Cirkus Fjollinski finns bevarad i Sveriges Televisions arkiv.